# Darantoides rubroflava
Darantoides rubroflava là một loài bướm đêm thuộc phân họ Arctiinae, họ Erebidae.